# Gordaliza de la Loma
Gordaliza de la Loma es una localidad del municipio de Bustillo de Chaves, en la provincia de Valladolid, comunidad autónoma de Castilla y León, España.
En ella nos podemos encontrar las bodegas donde se hacía el vino espumoso Saboreal. 
Sus monumentos más destacados son la torre de la antigua iglesia del Salvador, que ahora es un mirador de Tierra de Campos, varios palomares y casetas
- Datos: Q5883544